# Wilhelm Dyrssen

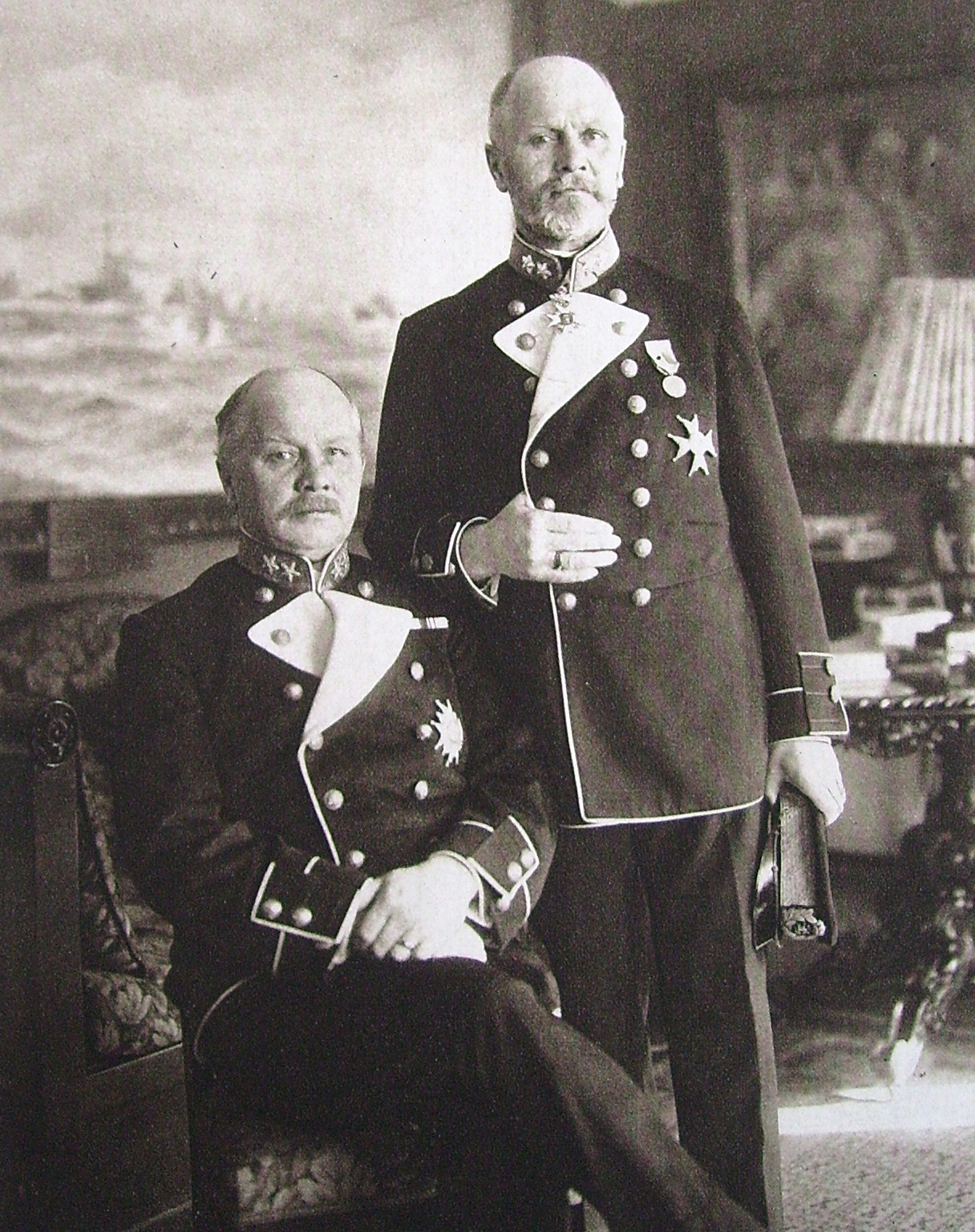
Gustaf och Wilhelm Dyrssen (sittande).

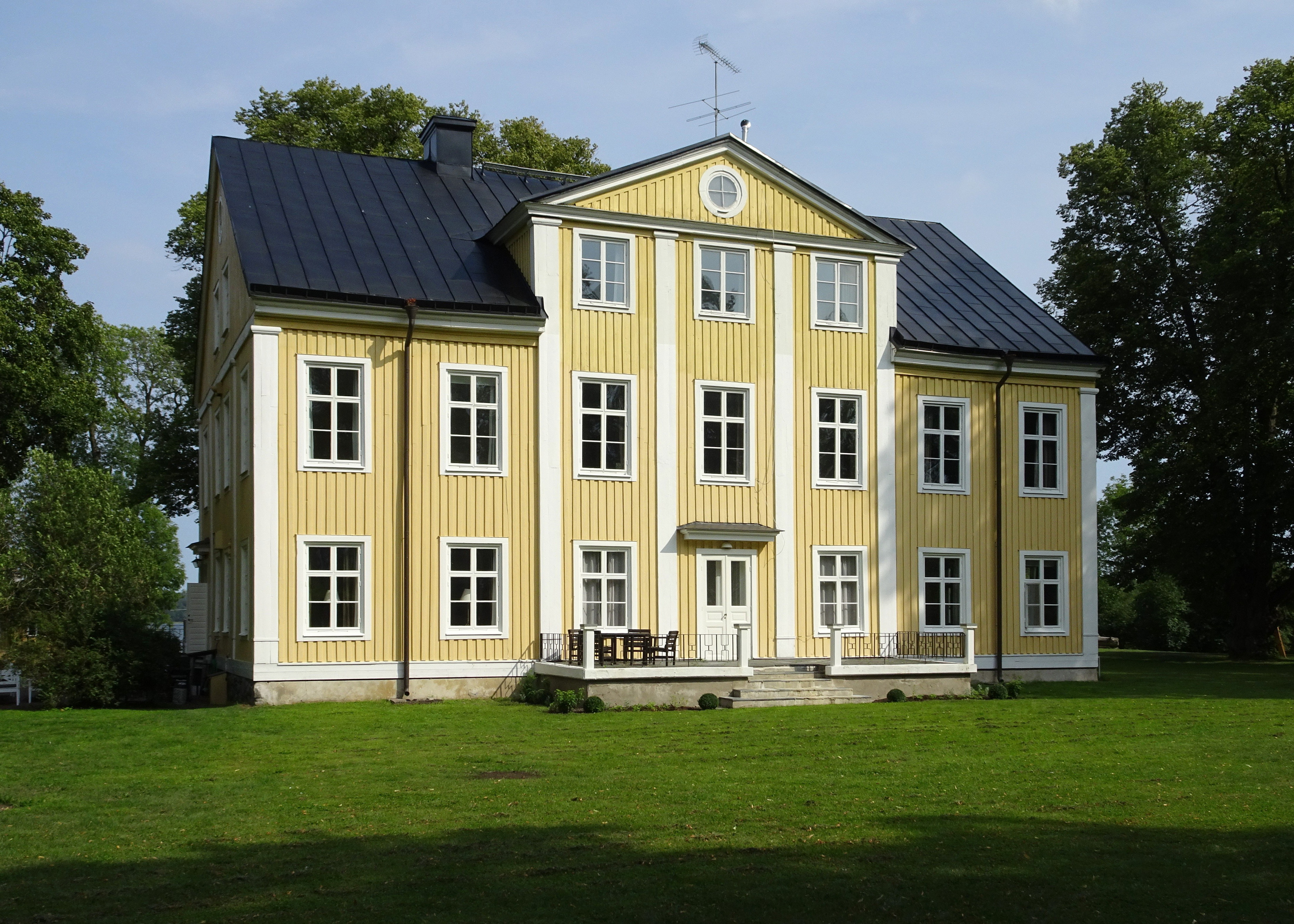
Öråkers herrgård 2018.

Wilhelm Dyrssen, född 26 mars 1858 på Klagstorps herrgård i Norra Kyrketorps socken, Skaraborgs län, död 14 juli 1929 i Stockholm, var en svensk amiral och minister. Hn var 1904–1906 högste befälhavare och chef för Kustflottan, 1906–1907 var han även sjöminister.

## Biografi
Wilhelm Dyrssen gjorde en militär karriär i den svenska flottan: 1877 blev han underlöjtnant, 1882 löjtnant, 1888 kapten, 1898 kommendörkapten av andra graden, 1901 kommendörkapten av första graden, kommendör 1903, 1904 konteramiral, 1911 viceamiral och 1923 amiral vid avsked.
Åren 1883–1885 deltog han i Vanadis världsomsegling. Han hade växlande sjö- och landkommenderingar, var lärare vid Sjökrigsskolan och chef för Marinförvaltningens artilleriavdelning 1899–1904. Åren 1904–1916 var han inspektör av flottans övningar till havs och 1904-1906 högste befälhavare för kustflottan. Man talade om "Dyrssenväldet" vid flottan, där bröderna Wilhelm och Gustaf hade ett starkt inflytande. Detta ogillades av regeringen Karl Staaff eftersom bröderna återkom med krav och propåer utan hänsyn till statens flottpolitik. Man ville förflytta åtminstone en av dem från Stockholm, medan kung Gustaf V ville ha kvar Wilhelm. Åren 1916–1923 var han stationsbefälhavare i Stockholm. Åren 1906–1907 var Wilhelm Dyrssen statsråd.
Ordförande för Sjöofficerssällskapet i Stockholm var han 1905–1906. Dyrssen var redaktör för Tidskrift i sjöväsendet 1894–1898. Dyrssen blev ledamot av andra klassen av Kungliga Krigsvetenskapsakademien 1899 och ledamot av första klassen 1904. Han blev även ledamot av Kungliga Örlogsmannasällskapet 1893 och hedersledamot 1904.
Dyrssen har tillägnats marschen "Amiral Wilhelm Dyrssen" av Emil Dahlström som var Ostkustens marinkommandos marsch.

## Privatliv
Wilhelm Dyrssen var tvillingbror till Gustaf Dyrssen (d ä.) och gift med Lizinka af Ugglas samt far till generallöjtnant Gustaf Dyrssen och överstelöjtnant Magnus Dyrssen. Tillsammans med hustrun Lizinka ägde han Öråkers herrgård i Stockholms-Näs socken i nuvarande Upplands-Bro kommun.

## Utmärkelser

### Svenska utmärkelser
- Riddare och kommendör av Kungl. Maj:ts orden (Serafimerorden), 16 juni 1928.
- Kommendör med stora korset av Svärdsorden, 6 juni 1912.[4]
- Kommendör av första klassen av Svärdsorden, 1 december 1905.[5]
- Riddare av första klassen av Svärdsorden, 1897.[6]
- Riddare av Nordstjärneorden, 1900.[7]

### Utländska utmärkelser
- Storkorset av Danska Dannebrogorden,[8][9] 1913.[10]
- Storkorset av Finlands Vita Ros’ orden,[9][11] 1919.[10]
- Storkorset av Franska Svarta stjärnorden, tidigast 1909 och senast 1915.[8][9]
- Riddare av storkorset av Italienska Sankt Mauritius- och Lazarusorden, tidigast 1909 och senast 1915.[8][9]
- Riddare av första klassen av Preussiska Röda örns orden, tidigast 1909 och senast 1915.[8][9]
- Riddare av fjärde klassen av Preussiska Röda örns orden, tidigast 1881 och senast 1905.[12][13]
- Riddare av första klassen av Preussiska Kronorden, tidigast 1905 och senast 1908.[13][14]
- Riddare av första klassen av Ryska Sankt Annas orden, tidigast 1909 och senast 1915.[8][9]
- Riddare av första klassen av Ryska Sankt Stanislausorden, tidigast 1909 och senast 1915.[8][9]
- Storkorset av Brittiska Victoriaorden, tidigast 1908 och senast 1909.[8][14]
- Kommendör av Franska Hederslegionen, tidigast 1908 och senast 1909.[8][14]
- Officer av Franska Hederslegionen, tidigast 1881 och senast 1905.[12][13]
- Officer av Hawaiiska kronorden, 1884 (vid ångfregatten Vanadis' besök i Honolulu under dess världsomsegling 1883-1885) .[12][14]